# Lévis-Saint-Nom
Lévis-Saint-Nom és un municipi francès, situat al departament d'Yvelines i a la regió de Illa de França. L'any 2007 tenia 1.732 habitants.
Forma part del cantó de Maurepas, del districte de Rambouillet i de la Comunitat de comunes de la Haute Vallée de Chevreuse.

## Demografia

### Població
El 2007 la població de fet de Lévis-Saint-Nom era de 1.732 persones. Hi havia 620 famílies, de les quals 96 eren unipersonals (48 homes vivint sols i 48 dones vivint soles), 228 parelles sense fills, 276 parelles amb fills i 20 famílies monoparentals amb fills.
La població ha evolucionat segons el següent gràfic:
Habitants censats

### Habitatges
El 2007 hi havia 708 habitatges, 639 eren l'habitatge principal de la família, 36 eren segones residències i 32 estaven desocupats. 684 eren cases i 21 eren apartaments. Dels 639 habitatges principals, 585 estaven ocupats pels seus propietaris, 26 estaven llogats i ocupats pels llogaters i 28 estaven cedits a títol gratuït; 9 tenien una cambra, 31 en tenien dues, 63 en tenien tres, 129 en tenien quatre i 407 en tenien cinc o més. 560 habitatges disposaven pel capbaix d'una plaça de pàrquing. A 188 habitatges hi havia un automòbil i a 433 n'hi havia dos o més.

### Piràmide de població
La piràmide de població per edats i sexe el 2009 era:
| Homes | Edats   | Dones |
| ----- | ------- | ----- |
| 0     | 95 o +  | 0     |
| 0     | 90 a 94 | 8     |
| 0     | 85 a 89 | 12    |
| 4     | 80 a 84 | 0     |
| 16    | 75 a 79 | 8     |
| 20    | 70 a 74 | 40    |
| 32    | 65 a 69 | 28    |
| 72    | 60 a 64 | 60    |
| 64    | 55 a 59 | 64    |
| 80    | 50 a 54 | 72    |
| 100   | 45 a 49 | 80    |
| 72    | 40 a 44 | 92    |
| 44    | 35 a 39 | 52    |
| 32    | 30 a 34 | 44    |
| 36    | 25 a 29 | 32    |
| 64    | 20 a 24 | 32    |
| 72    | 15 a 19 | 48    |
| 64    | 10 a 14 | 52    |
| 52    | 5 a 9   | 72    |
| 32    | 0 a 4   | 32    |

## Economia
El 2007 la població en edat de treballar era de 1.200 persones, 875 eren actives i 325 eren inactives. De les 875 persones actives 830 estaven ocupades (450 homes i 380 dones) i 45 estaven aturades (23 homes i 22 dones). De les 325 persones inactives 108 estaven jubilades, 140 estaven estudiant i 77 estaven classificades com a «altres inactius».

### Ingressos
El 2009 a Lévis-Saint-Nom hi havia 630 unitats fiscals que integraven 1.726,5 persones, la mediana anual d'ingressos fiscals per persona era de 31.225 €.

### Activitats econòmiques
Dels 56 establiments que hi havia el 2007, 2 eren d'empreses de fabricació de material elèctric, 1 d'una empresa de fabricació d'altres productes industrials, 8 d'empreses de construcció, 8 d'empreses de comerç i reparació d'automòbils, 1 d'una empresa d'hostatgeria i restauració, 6 d'empreses d'informació i comunicació, 2 d'empreses financeres, 1 d'una empresa immobiliària, 18 d'empreses de serveis, 7 d'entitats de l'administració pública i 2 d'empreses classificades com a «altres activitats de serveis».
Dels 8 establiments de servei als particulars que hi havia el 2009, 2 eren tallers de reparació d'automòbils i de material agrícola, 2 paletes, 2 guixaires pintors, 1 fusteria i 1 lampisteria.
L'únic establiment comercial que hi havia el 2009 era una floristeria.

## Equipaments sanitaris i escolars
El 2009 hi havia 1 escola maternal i 1 escola elemental.

## Poblacions més properes
El següent diagrama mostra les poblacions més properes.